# Hugo Van Praag
Hugo Van Praag was een Belgische winkelketen die gespecialiseerd was in consumentenelektronica. De keten Hugo Van Praag smolt samen met elektrogigant Vanden Borre en verdween in 1999.

## Geschiedenis
Het bedrijf werd opgericht door Hugo Van Praag. Van Praag werd in 1926 geboren, studeerde elektromechanica en werkte daarna als technicus en verkoper van naaimachines. Hij startte in 1949 zijn eigen winkel in naaimachines, wat zich de volgende jaren uitbreidde tot een ruimer aanbod aan witgoed in heel de provincie Antwerpen. De zonen namen de leiding over en de keten verspreidde zich over heel Vlaanderen. De keten groeide uit tot meer dan 30 vestigingen en werd in Vlaanderen marktleider in witgoed. Op het eind van de 20ste eeuw ging de keten ook bruingoed verkopen.
In 1999 kwam de keten in handen van het Britse Kingfisher, dat ook al eigenaar was van elektroketen New Vanden Borre. De keten Hugo Van Praag smolt samen met Vanden Borre en verdween. De afdeling keukens bleef onafhankelijk en ging verder als Van Praag Keukens.
Stichter Hugo Van Praag overleed op kerstdag 2000. Zoon Dirk Van Praag, die de afdeling keukens en twee winkels had behouden, raakte nadien betrokken in een fraudezaak. en een veroordeling voor aandelenzwendel. De keten was bekend om zijn zebralogo en -kleuren in de huisstijl en de reclamespotjes met de slagzin "Je vindt het vandaag bij Hugo Van Praag".